# Вайшнорас, Юозас Томович
Юозас Томович Вайшнорас (лит. Juozas Vaišnoras, 16 сентября 1911, Липлюнай — 21 июня 1972, Вильнюс) — литовский коммунист, партийный деятель, редактор и переводчик.

## Биография
В 1923—1937 годах входил в Студенческий союз "Вапрининкай" (Звонари).
В 1936—1937 годах редактировал нелегальную газету „Antifašistas“ («Антифашист»). В 1937 году окончил Университет Витовта Великого. В 1939—1940 годах работал в газете «Народные права» (Už liaudies teises).
С июля 1940 по май 1941 года — Министр финансов Литовской ССР, Народный комиссар финансов Литовской ССР. В 1940—1945 годах — член ВКП(б). В 1940—1945 годах заместитель председателя Совета Народных комиссаров Литовской ССР. В 1944—1945 годах одновременно председатель Госплана (комиссии по планированию) Лит. ССР. В 1941—1944 годах постоянный представитель Совета Народных комиссаров Литовской ССР Совнаркоме СССР. Одновременно в 1942—1943 годах редактор газеты «Советская Литва» (Tarybų Lietuva).

### Арест
В 1945 году арестован. Заключённый Бутырской тюрьмы, затем — лагерей в Боровичах, Севураллага и Степлага. В заключении до 1955 года.

### После освобождения
Вернулся в Вильнюс в 1957, занимался научной работой и литературным трудом, переводил на литовский язык фантастику и художественную литературу.
30 марта 1963 года послал на адрес редакции «Нового мира» большое письмо А. И. Солженицыну с положительным откликом на повесть «Один день Иван Денисовича». Письмо состоит, в основном, из перечислений, каких прекрасных коммунистов Вайшнорас встретил среди заключённых. Продолжилась ли переписка после этого письма неизвестно, но Солженицын включил Вайшнораса в число 257 лиц, на чьих свидетельствах основан «Архипелаг ГУЛАГ».
Ю Т. Вайшнорас — автор не законченных и не опубликованных воспоминаний.